# Bosque maulino

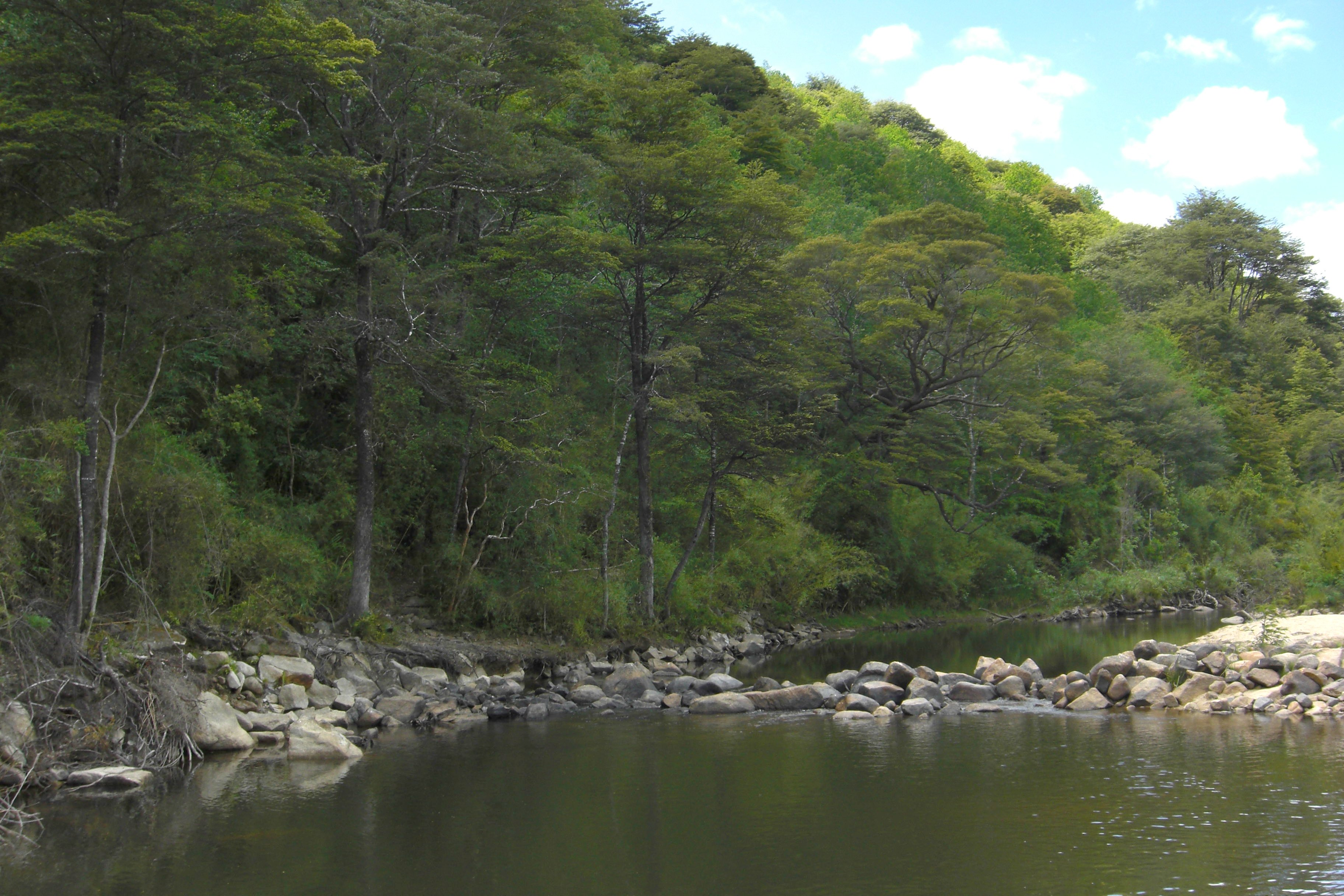
Bosque maulino en la provincia de Cauquenes (reserva nacional Los Ruiles)

El bosque caducifolio maulino es un tipo de bosque templado que crece naturalmente en la zona central de Chile, en la Cordillera de la Costa, desde la latitud 35° 55 a 36° 20 S, aproximadamente entre el río Maule y Cobquecura. La principal especie arbórea es Nothofagus glauca (hualo o roble maulino). Otras especies de árboles incluyen Nothofagus leonii (huala), Nothofagus alessandrii (ruil), Nothofagus obliqua (roble-hualle) y Gomortega keule (queule). 

## Descripción
El bosque crece en una zona de transición entre el clima mediterráneo y el clima templado húmedo. Las precipitaciones varían de 1000 a 700 mm al año y se concentran en invierno. Según los geógrafos Humberto Fuenzalida y Edmundo Pisano, el bosque maulino es uno de los mesófitos en la zona de transición de los bosques templados lluviosos. José San Martín y Claudio Donoso identifican tres subtipos de bosques:
- Bosques de Nothofagus glauca
- Bosques de Nothofagus antarctica
- Bosque de Nothofagus alessandri

El bosque maulino se destaca por su alto grado de endemismo.

## Estado de conservación
Grandes franjas del antiguo bosque maulino fueron desbrozadas para la agricultura. Esto condujo a una significativa erosión del suelo antes de que las áreas fueran plantadas con Eucalyptus globulus y Pinus radiata. La fragmentación por plantaciones ha tenido un efecto limitado o nulo en la fauna nativa de aves del sotobosque (Rhinocryptidae) y en escarabajos epígeos. Se ha sugerido que la fragmentación de las plantaciones no tendría ningún impacto importante si las plantaciones contienen un sotobosque adecuado. Sin embargo, la diversidad de pequeños mamíferos sí se ha reducido por la fragmentación.
Por área unitaria, la riqueza de especies de árboles es mayor en pequeños fragmentos de bosque maulino que en el fragmento más grande protegido en la reserva nacional Los Queules. Otra área protegida de bosque maulino corresponde a la reserva nacional Los Ruiles. De las 315 hectáreas de bosque maulino remanentes en Chile central, solo 45 de ellas están protegidas en el marco del Sistema Nacional de Áreas Protegidas.
Durante los incendios forestales de enero de 2017, cientos de hectáreas de bosque maulino fueron seriamente afectados.